# 水越かおるのすっぴん土曜日
『すっぴん土曜日』（すっぴんどようび）は、IBC岩手放送で毎週土曜日に放送されているラジオ番組。パーソナリティは水越かおる（IBCアナウンサー）。

## 放送時間
- 土曜日 8:30 - 11:00、11:40 - 13:00（2022年4月2日 - ）

2009年4月より2部構成となり、11:40以降は同年3月に終了した『サタデーおじゃま商店』の放送枠を継承する形での放送となっている。

### 過去の放送時間
- 土曜日 7:00 - 11:00（1997年4月 - 2009年3月28日）
- 土曜日 9:00 - 11:00、11:40 - 13:00（2009年4月4日 - 2022年3月26日）

## 番組テーマソング
- 本谷美加子『陽気なヨッパライ』

## タイムテーブル・番組内容
放送時間が変更された2009年4月改編時より、JRNとNRNのテープネット番組は当番組に一切内含されず、11時台（第1部と第2部の中間）及び16時台に集約して放送、ただし当該帯で単発特番が放送される場合は、その枠のハコ物が一部当番組内に移動する場合あり）。
また、2009年4月の放送時間変更で放送開始時刻が遅くなったことから出張を行うことが容易になり、岩手県内のイベント会場からの公開放送を頻繁に行うようになった。冠番組でなくなった2022年4月からは水越は本社スタジオパートの出演のみに留まり、公開放送回では10時台前半の「すっぴんクイズ」終了後会場と中継を繋いで、会場の別のIBCアナウンサーとトークを交わしたのち当該アナによる公開放送パートに移り、10時台後半及び第2部の公開放送には出演しないようになった。
第1部
主にレギュラーゲストを招いてのトークコーナーが中心となる。
- 8:30 オープニング
- 8:35 自然ウォッチング
- 8:45 サンサン・サンフレッシュ情報
- 9:05 ひみつのネタ帳
  - 県内を基盤に活動する文筆家を招く。北上秋彦･澤口たまみが2週交代で出演。
- 9:15 女の遠吠え
  - 各界で活動する県ゆかりの女性を招く。福地千恵子（劇団自在社）･タロットアンジュ（占い師）・名須川ミサコ（フリーライター）が2週交代で出演（名須川は不定期）。
- 9:25 白石公子フロームTOKYO
- 9:40 進め!!岩泉
- 10:00 和漢屋・漢方豆事典
- 10:10 すっぴんクイズ
  - 過去のヒット曲の歌詞穴埋め問題が出題される。
- 10:45 それいけ!684

第2部
非公開放送回は主にリスナーから寄せられたメッセージの紹介が中心となる。
- 11:40 オープニング
- 12:00 岩手日報IBCニュース・天気予報
- 12:10 交通情報